# Stocksbridge Park Steels FC
Stocksbridge Park Steels FC (celým názvem: Stocksbridge Park Steels Football Club) je anglický fotbalový klub, který sídlí ve městě Stocksbridge v metropolitním hrabství South Yorkshire. Založen byl v roce 1986 po fúzi klubů Stocksbridge Works FC a Oxley Park Sports FC. Od sezóny 2018/19 hraje v Northern Premier League Division One East (8. nejvyšší soutěž). Klubové barvy jsou modrá a žlutá.
Nejznámějším odchovancem klubu je Jamie Vardy, v současné době anglický reprezentant a vítěz nejvyšší soutěže s Leicesterem City.
Své domácí zápasy odehrává na stadionu Bracken Moor s kapacitou 3 500 diváků.

## Získané trofeje
- Sheffield & Hallamshire Senior Cup ( 5× )
  - 1992/93, 1995/96, 1998/99, 2006/07, 2008/09

## Úspěchy v domácích pohárech
Zdroj: 
- FA Cup
  - 4. předkolo: 2003/04
- FA Trophy
  - 3. kolo: 1999/00
- FA Vase
  - 4. kolo: 1994/95

## Umístění v jednotlivých sezonách
Stručný přehled
Zdroj: 
- 1986–1991: Northern Counties East League (Division Two)
- 1991–1992: Northern Counties East League (Division One)
- 1992–1996: Northern Counties East League (Premier Division)
- 1996–2007: Northern Premier League (Division One)
- 2007–2009: Northern Premier League (Division One South)
- 2009–2014: Northern Premier League (Premier Division)
- 2014–2018: Northern Premier League (Division One South)
- 2018– : Northern Premier League (Division One East)

Jednotlivé ročníky
Zdroj: 
Legenda: Z - zápasy, V - výhry, R - remízy, P - porážky, VG - vstřelené góly, OG - obdržené góly, +/- - rozdíl skóre, B - body, červené podbarvení - sestup, zelené podbarvení - postup, fialové podbarvení - reorganizace, změna skupiny či soutěže
| Sezóny  | Liga                                         | Úroveň | Z  | V  | R  | P  | VG | OG  | +/- | B  | Pozice |
| ------- | -------------------------------------------- | ------ | -- | -- | -- | -- | -- | --- | --- | -- | ------ |
| 2009/10 | Northern Premier League (Premier Division)   | 7      | 38 | 15 | 7  | 16 | 80 | 68  | +12 | 52 | 11.    |
| 2010/11 | Northern Premier League (Premier Division)   | 7      | 42 | 17 | 6  | 19 | 75 | 75  | 0   | 57 | 13.    |
| 2011/12 | Northern Premier League (Premier Division)   | 7      | 42 | 10 | 12 | 20 | 57 | 75  | -18 | 42 | 18.    |
| 2012/13 | Northern Premier League (Premier Division)   | 7      | 42 | 9  | 9  | 24 | 67 | 106 | -39 | 36 | 20.    |
| 2013/14 | Northern Premier League (Premier Division)   | 7      | 46 | 5  | 8  | 33 | 60 | 130 | -70 | 23 | 23.    |
| 2014/15 | Northern Premier League (Division One South) | 8      | 42 | 10 | 11 | 21 | 53 | 84  | -31 | 41 | 17.    |
| 2015/16 | Northern Premier League (Division One South) | 8      | 42 | 20 | 9  | 13 | 72 | 53  | +19 | 69 | 6.     |
| 2016/17 | Northern Premier League (Division One South) | 8      | 42 | 22 | 7  | 13 | 67 | 50  | +17 | 73 | 4.     |
| 2017/18 | Northern Premier League (Division One South) | 8      | 42 | 13 | 14 | 15 | 75 | 66  | +9  | 53 | 11.    |
| 2018/19 | Northern Premier League (Division One East)  | 8      | 38 |    |    |    |    |     |     |    |        |